# 申贝克 (梅克伦堡-前波美拉尼亚州)
申贝克（德語：Schönbeck）是德国梅克伦堡-前波美拉尼亚州的市镇，隶属于梅克伦堡湖区县，总面积为24.33平方千米，截至2020年总人口为452人。